# Louis V. Mingrone
Louis V. Mingrone (1940 ) es un botánico estadounidense, que ha realizado extensas exploraciones botánicas en territorios mexicanos.
Estudió y trabajó en la Universidad Estatal de Washington, iniciando su carrera en su facultad y sirviendo en el herbario. Publica habitualmente en Systematic Botany.
- La abreviatura «Mingrone» se emplea para indicar a Louis V. Mingrone como autoridad en la descripción y clasificación científica de los vegetales.[4]